# عثمان الثالث
السلطان عثمان الثالث بن مصطفى الثاني (بالانجليزي Osman III) سلطان من بني عثمان وهو أخو السلطان محمود الأول (1110 هـ -3/2 يناير 1699 - 1170 هـ 30 أكتوبر 1757) أحد سلاطين الدولة العثمانية.
تولى الخلافة بعد موت أخيه السلطان محمود الأول، وكان عمره وقتئذ يزيد على السادسة والخمسين، وعين محمد راغب باشا مكانه، فكان عونًا له. يقال أن الخليفة عثمان الثالث كان يسير متنكرًا في الليل، ويطلع على أحوال الرعية فقتل الصدر الأعظم علي باشا لشكوى السكان من تصرفاته، وسار على عمل الإصلاح. كما أغلق خمارات اسطنبول وطرد الموسيقيين من القصر ومنع كل ما يخالف شريعة الله . أدى تصوفه بصورة غير مباشرة إلى مقاربة سلبية في العقل الجمعي الشرقي الإسلامي بين استحسان التغريب ومقولة أن العودة للجذور تخلف لأن الإسلام لايعارض العلم والتطور، ذلك لأن السلطان هو رأس الشرق كله وقدوته العليا كونه خليفة خلفاء رسول الله صلى الله عليه و سلم.
توفى عام 1757م وهو في ال58 من العمر ولم ينجب أولاداً.

## نسبه
السلطان عثمان الثالث بن مصطفى الثاني بن محمد الرابع بن إبراهيم الأول بن أحمد الأول بن محمد الثالث بن مراد الثالث بن سليم الثاني بن سليمان القانوني بن سليم الأول بن بايزيد الثاني بن محمد الفاتح بن مراد الثاني بن محمد الأول جلبي بن بايزيد الأول بن مراد الأول بن أورخان غازي بن عثمان بن أرطغرل.

## حياته
ظل السلطان عثمان الثالث حبيسا طوال فترة حياته في جناح شمشرليك بقصر طوب قابي حتي عام 1754م حين أصبح سلطاناً جديداً للدولة العثمانية.

## أسرته

### زوجاته
1. ليلى قادين - Leyla Kadın
2. زوقي قادين - Zevki Kadın
3. نصيفة قادين - Nefise Kadın
4. فيرخندة قادين - Ferhunde Kadın
5. زوجة أخرى لا يعرف اسمها

### أبناؤه
- لم ينجب أي ابن.

### بناته
- لم ينجب أي ابنة.

## أعماله

### اقتصاديا
كان هناك فائض في الميزانية خلال عهد السلطان عثمان الثالث، كما ضُربت عملة جديدة في عهده كُتب عليه «اسلام بول» أي المكان الذي ينتشر فيه الإسلام وهو الاسم الآخر لاسطنبول.

### إحلال الأمن
أما علي المستوي الداخلي للدولة العثمانية فلم تشهد قيام حروب خلال هذه الفترة. قام السلطان بالقضاء علي جميع اللصوص في الأناضول والروملي، وأمر بتنفيذ عقوبات قاسية علي قطاع الطرق الذين يهاجمون الحجاج.

### تنظيمات
أصدر قراراً بمنع الهجرة إلي اسطنبول بسب اكتظاظ المدينة بالسكان ولكنه سمح عمليا الدخول للعمل والتجارة فقط.

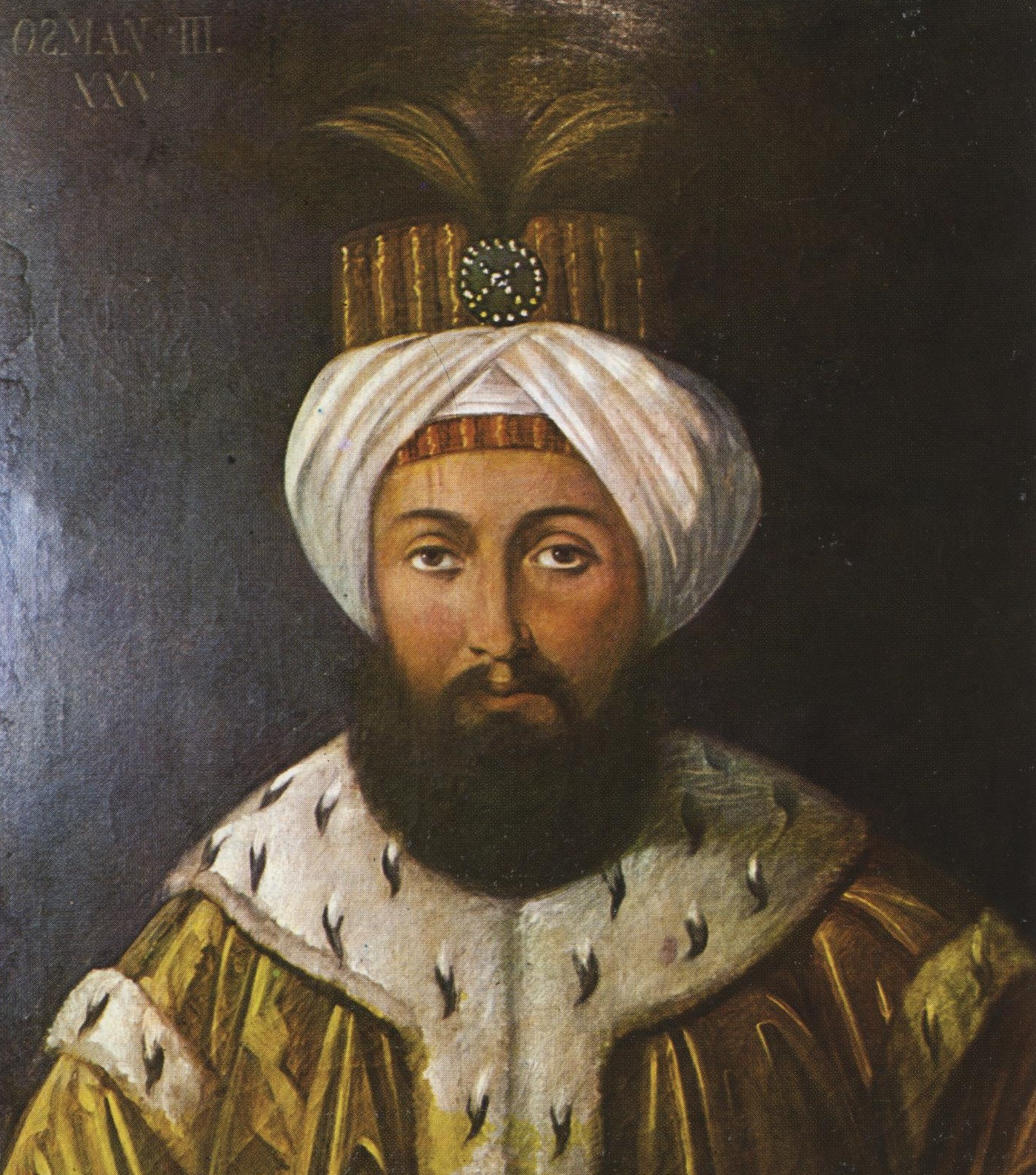
صورة تخيلية للسلطان عثمان الثالث

### تشدده
أصدر أوامر بمنع خروج النساء الي الشوارع بلباس غير موافق للشريعة الإسلامية كما طبقت هذه الأوامر علي الحرم السلطاني.

### البناء والتشييد
كان السلطان عثمان الثالث مهتما بالبناء وقد شيد حي الإحسانية بمنطقة اسكوادر كما أنشأ مسجد الإحسانية والكثير من المساجد الصغيرة التي مازلت موجودة إلي اليوم. كما استكمل إنشاء مجمع مسجد نور الإسلام.
وفي عهده تم إنشاء أول منارة في المنطقة بعد أن اصطدمت سفينة بسب ضحالة المياه في ساحل اهركابي.

### هواياته
كانت هواية السلطان عثمان هي النجارة، وتميز السلطان عثمان بأنه كان فناناً وخطاطاً متميزاً وله الكثير من الأعمال في قصر طوب قابي.

## وفاته
في أكتوبر عام 1757م اشتد المرض علي السلطان عثمان الثالث علي نحو خطير قبل حضور «سلام الجمعة» وهو احتفال شعبي يُقام بعد صلاة الجمعة.
توفي السلطان بعدها بيومين ويقال أنه توفي بمرض السرطان في يوم 30 أكتوبر عام 1757م في سن 58 عاماً، رحمه الله.